# Ernst Wagner (Theologe)
Rudolf Wilhelm Ernst Wagner (* 22. Juli 1878 in Grebenau; † 4. März 1966 in Bensheim) war ein deutscher evangelischer Geistlicher und Theologe.

## Leben
Geboren als Sohn des Pfarrers Heinrich Wagner wuchs Wagner in Romrod und Wetterfeld auf und studierte nach dem Abitur in Laubach Evangelische Theologie an den Universitäten Leipzig, Gießen und Erlangen. Er wurde im Leipziger, Erlanger und Gießener Wingolf aktiv. Nach dem Besuch des Predigerseminars Friedberg legte er 1902 sein zweites theologisches Examen ab und wurde in Groß-Gerau, wo er bis 1903 als Vikar und Pfarr-Verwalter wirkte, ordiniert.  Weitere berufliche Stationen waren Schönberg und Geinsheim am Rhein. Von 1910 bis zu seinem Ruhestand 1949 war er Pfarrer in Bensheim. Nebenamtlich wirkte er ab 1945 als Mitglied der Kirchenleitung der Evangelischen Kirche in Hessen und Nassau und ab 1946 als Verwalter des Dekanats Zwingenberg.
Wagner war seit 1910 Mitglied des Gustav-Adolf-Werks und wirkte dort in verschiedenen ehrenamtlichen Funktionen, so ab 1934 als Vorsitzender des Hessischen Hauptvereins und ab 1948 als Vorsitzender der Zentrale West. Nach 1945 gehörte er in Bensheim zu den Mitbegründern der CDU.

## Ehrungen
Wagner wurde 1932 mit der theologischen Ehrendoktorwürde der Universität Gießen und 1959 mit dem Bundesverdienstkreuz erster Klasse ausgezeichnet.

## Schriften (Auswahl)
- Karl Zimmermann. Ein Beitrag zur Entstehungsgeschichte des Gustav-Adolfs-Vereins. Sächsische Verlagsgesellschaft, Leipzig 1927.
- Auswanderung aus Hessen. In: Auslanddeutschtum und evangelische Kirche : Jahrbuch. München 1938, S. 3–83.